# Muzeum Antonína Dvořáka
Muzeum Antonína Dvořáka v Praze je instituce, jež dokumentuje životní osudy a uměleckou i pedagogickou činnost českého skladatele Antonína Dvořáka. Je expozicí Českého muzea hudby, které je součástí Národního muzea.

## Sídlo
Od svého vzniku v roce 1932 muzeum sídlí v barokním letohrádku Michnově letohrádku, známějším pod názvem Vila Amerika v Praze 2 na Karlově (ulice Ke Karlovu), postaveném Kiliánem Ignácem Dientzenhoferem. Letohrádek měl řadu dalších uplatnění – sídlilo zde dívčí gymnázium Minerva, které vzniklo roku 1890 na popud Elišky Krásnohorské, býval tu chudinský ústav; na zahradě se pásl dobytek.
Antonín Dvořák sám ale v letohrádku nikdy nebydlel, roku 1877 se přestěhoval do domu v Žitné ulici č. 14 a žil tam až do své smrti.

## Expozice[1]

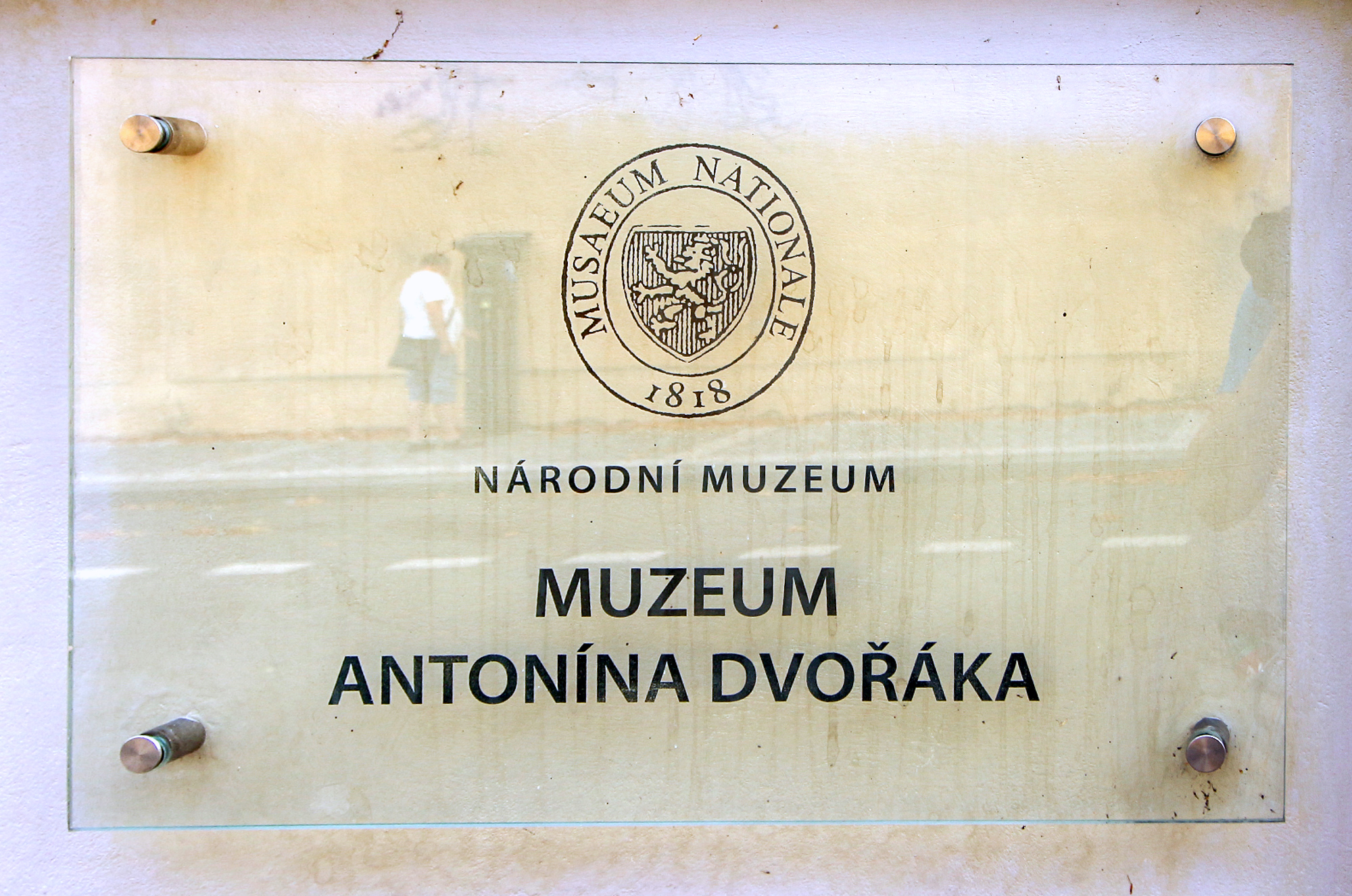

Muzeum vystavuje nejrůznější dokumenty a památky (hudební nástroje, notové autografy, korespondenci, listinné materiály, výtvarná díla, dobové fotografie, programy, plakáty aj.) vztahující se k Antonínu Dvořákovi. Návštěvník zde současně může vyslechnout úryvky z autorových nejznámějších děl.
V roce 1932 se v letohrádku usadil Spolek pro postavení pomníku Antonína Dvořáka v Praze a vybudoval zde muzeum, které spravoval do roku 1956. Prvními správci muzea byli Jan Miroslav Květ a místopředseda Společnosti Otakar Šourek. Mezi jinými předměty (mistrova korespondence, fotografie, notové autografy) se dnes nachází také část Dvořákovy pracovny s klavírem, vybrané osobní předměty, ocenění a jeho viola.
V roce 1956 přešlo muzeum do vlastnictví státu a společně s Muzeem Bedřicha Smetany pod správu Památníku národního písemnictví. Bylo konstituováno jako státní vědecko-osvětový ústav s pobočkami v Nelahozevsi (Památník Antonína Dvořáka), Křečovicích (Památník Josefa Suka), Skutči (Památník Vítězslava Nováka), pamětními síněmi ve Zlonicích, na Sychrově a v Lužanech (plánovány byly památníky na Vysoké a v Karlových Varech). Vedením muzea byl pověřen jednatel Společnosti Karel Mikysa, který zahájil rekonstrukci muzea a vytvořil novou expozici. Celý objekt byl stavebně asanován, rekonstruován a technicky nově vybaven Státní památkovou správou. První stálá expozice muzea byla slavnostně otevřena v Dvořákově jubilejním roce 1961. Na upravené zahradě muzea se konaly příležitostné koncerty.
V roce 1976 se stalo muzeum i se svými pobočkami součástí nově vzniklého Muzea české hudby pod Národním muzeem jako jedno z oddělení Archivu a Knihovny Muzea české hudby.

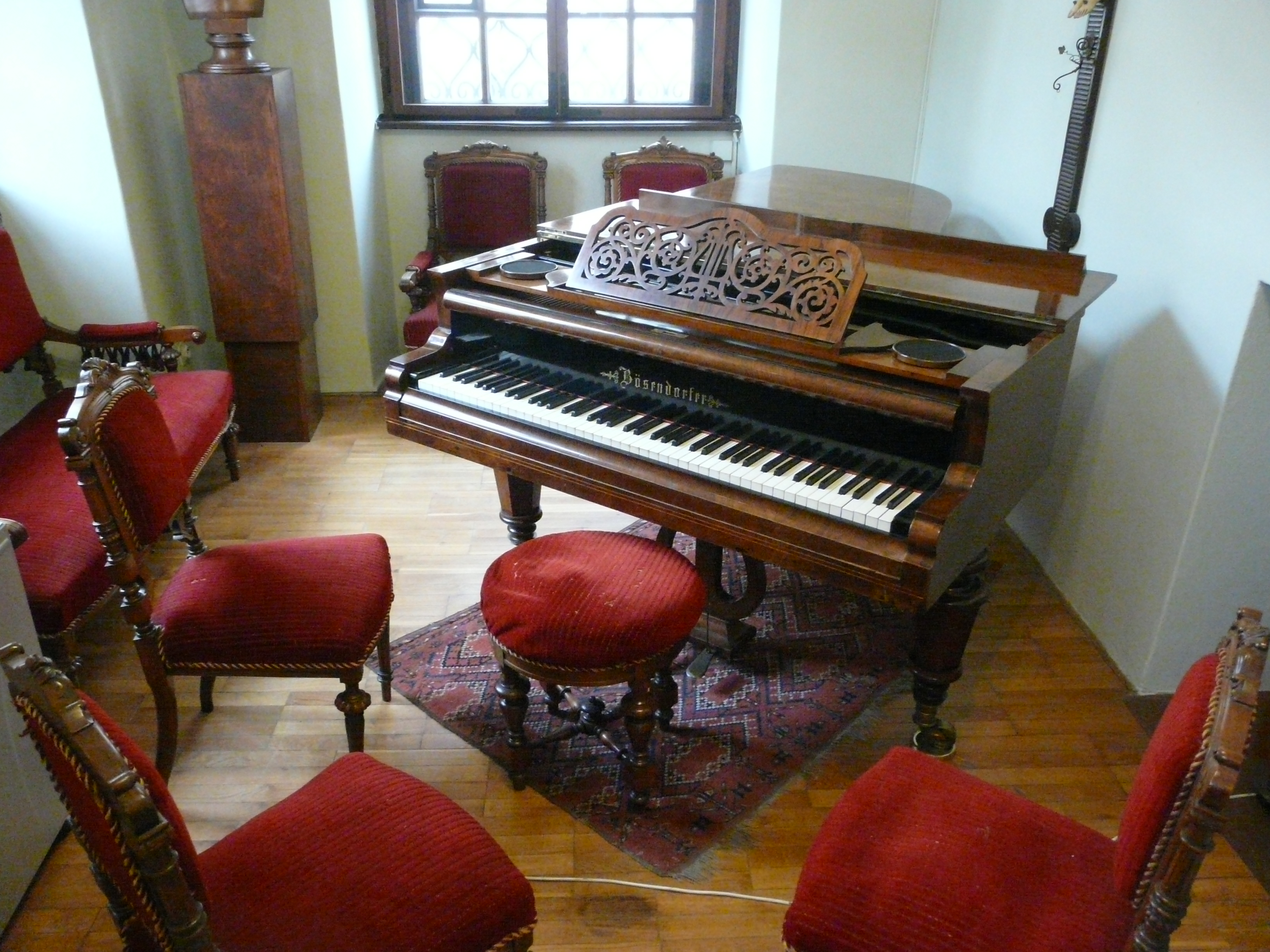
Muzeum Antonína Dvořáka - klavír

K výročí skladatelova narození byla v roce 1991 otevřena nová stálá expozice, rozdělená na dvě části – životopisnou a skladatelskou (autorky Markéta Kabelková a Dagmar Vanišová-Štefancová). Úpravou expozice bylo také možné uvádět v prvním patře menší příležitostné výstavy.
V roce 2011 byla k 170. výročí narození skladatele připravena v prostorách Českého muzea hudby rozsáhlá výstava věnovaná Antonínu Dvořákovi  (autorka Eva Velická). V roce 2012 prošlo muzeum částečnou rekonstrukcí, v přízemí byla vytvořena nová expozice Cesty Antonína Dvořáka a prostor prvního patra byl zjednodušen pro pravidelné koncerty a každoroční tematicky zaměřené výstavy. 1
Ředitelkou muzea byla v letech 2010–2015 PhDr. Eva Velická, PhD, která byla do roku 2024 šéfredaktorkou české pobočky hudebního nakladatelství Bärenreiter Praha.

## Sbírka[4]
Vybraná část sbírky Národního muzea – Muzea Antonína Dvořáka byla v květnu 2023 zapsána pod názvem Archiv Antonína Dvořáka do Mezinárodního registru Paměti světa UNESCO, jež shromažďuje nejdůležitější dokumentární svědectví světové kultury. Po Archivu Leoše Janáčka, který byl do Registru přidán v roce 2018, se jedná o druhou sbírku českého hudebního skladatele zapsanou na tomto prestižním seznamu.
Do Registru byl zapsán archiv zahrnující Dvořákovy notové rukopisy, korespondenci, osobní dokumenty, nenotové rukopisy, skladatelovu osobní knihovnu, ikonografii, první vydání Dvořákových děl, tiskovou dokumentaci, diplomy a čestná jmenování. Jedná se tak celkem o 3500 jednotek, které byly součástí nominace. Sbírka Muzea Antonína Dvořáka však zahrnuje daleko více předmětů. K roku 2023 muzeum spravuje kolem 9 000 sbírkových předmětů.